# نگمیژوو
نگمیژوو (به لاتین: Niemierzewo) یک روستا در لهستان است که در گمینا کویلچ واقع شده‌است.